# Liviu Teodorescu
Liviu Teodorescu (n. 12 iulie 1992, București) este un cântăreț, compozitor și actor român, devenit cunoscut în urma participării la emisiunea-concurs Vocea României.

## Copilăria
Liviu Teodorescu s-a născut pe 12 iulie 1992, în București, fiul lui Mircea Teodorescu. În 2006, Teodorescu a participat la Eurovision-ul copiilor, unde a făcut parte din grupul "Numai cu acordul minunilor". În 2011 a absolvit Colegiul Național „Gheorghe Șincai” din București și a fost admis la Conservator, secția Compoziție muzică ușoară.

## Cariera
În 2011, Teodorescu a participat în primul sezon al emisiunii Vocea României, unde a fost în echipa lui Marius Moga.
După participarea la Vocea României, în martie 2012, Teodorescu a fost invitat să joace în serialul Pariu cu viața, unde a interpretat propriul rol, intrând totodată și în trupa Lala Band. În aprilie 2012, Teodorescu a compus piesa "Little bit of love" special pentru serialul de la Pro TV.
În 2013, Teodorescu a părăsit Lala Band. După plecarea din trupă, Teodorescu a lansat melodia, "Ești piesă", care s-a bucurat de un mare succes în rândul fanilor. Aceasta a fost compusă de Marius Moga și produsă în studioul deMoga Music  Mai târziu, Teodorescu a colaborat cu Andra pentru piesa "Așa e dragostea". Tot în 2014, artistul a lansat și single-ul "Un loc în viața ta" marca deMoga Music, iar videoclipul, în regia lui Iulian Moga
În 2015, Teodorescu a colaborat cu Robert Toma și Adda pentru piesa "Tot ce-a mai rămas". După această colaborare, Teodorescu a lansat două piese: "În brațele tale", cu care a intrat în Top 5 pe Youtube, la doar câteva zile după lansare și "Târziu".
În 2016, Teodorescu a câștigat cel de-al nouălea sezon al emisiunii-concurs Te cunosc de undeva!
Tot în acest an, artistul a lansat piesele "Dor de ea", "Gelos" și "Cine m-a pus". Teodorescu a colaborat cu fratele acestuia, Matei Teodorescu și cu Adda pentru piesa "Matematica iubirii" dar și cu Sore pentru piesa "Adu-mi aminte să te uit", compusă în studiourile HaHaHa Production. Textul piesei a fost scris de Sore, Teodorescu și Robert Toma.
În 2017, Teodorescu, împreună cu dansatoarea profesionistă Marica Derdene, s-a clasat pe podium în cadrul emisiunii-concurs Uite cine dansează!.

## Discografie
- LiTEmoments (2017)
- LiTEmoments vol.2 (2018)
- Lista de păcate (2019)
- LiTEmoments vol.3 (2020)
- LiTEmoments vol.4 (2021)
- LiTEmoments vol.5 (2022)

### Ca artist principal
| Titlu                                                                   | An   | Poziția maximă în clasamente | Album              |
| Titlu                                                                   | An   | RO                           | Album              |
| ----------------------------------------------------------------------- | ---- | ---------------------------- | ------------------ |
| "Ești Piesă"                                                            | 2013 | ?                            | fără album         |
| "Un loc în viața ta"                                                    | 2014 | ?                            | fără album         |
| "În brațele tale"                                                       | 2015 | ?                            | fără album         |
| "Târziu"                                                                | 2015 | ?                            | fără album         |
| "Dor de ea"                                                             | 2016 | ?                            | fără album         |
| "Gelos"                                                                 | 2016 | ?                            | fără album         |
| "Matematica iubirii" (featuring Matei Teodorescu, ADDA)                 | 2016 | ?                            | fără album         |
| "Cine m-a pus"                                                          | 2016 | ?                            | fără album         |
| "Fanele" (featuring Dorian Popa, Laura Giurcanu)                        | 2017 | ?                            | fără album         |
| "Obsesie"                                                               | 2017 | ?                            | fără album         |
| "Nu e treaba mea"                                                       | 2017 | ?                            | LiTemoments        |
| "Unele întrebări"                                                       | 2017 | ?                            | LiTemoments        |
| "Prefă-te"                                                              | 2017 | ?                            | LiTemoments        |
| "Gândul meu"                                                            | 2017 | ?                            | LiTemoments        |
| "Așa e ea #DULCE"                                                       | 2017 | ?                            | fără album         |
| "90-60-90" (featuring Matei Teodorescu, Vlad Munteanu, Cristi Munteanu) | 2018 | ?                            | fără album         |
| "Lista de păcate" (featuring Killa Fonic)                               | 2018 | ?                            | fără album         |
| "Toate momentele"                                                       | 2018 | ?                            | LiTemoments vol. 2 |
| "Să nu te prind"                                                        | 2018 | ?                            | LiTemoments vol. 2 |
| "Scris în stele"                                                        | 2018 | ?                            | LiTemoments vol. 2 |
| "Rochia ta"                                                             | 2018 | ?                            | Lista de păcate    |
| "SAFE"                                                                  | 2018 | ?                            | Lista de păcate    |
| "Patul tău" (featuring SHIFT, Super ED)                                 | 2018 | ?                            | Lista de păcate    |
| "Sare coarda" (featuring NOSFE)                                         | 2019 | ?                            | Lista de păcate    |
| "Lună plină"                                                            | 2019 | ?                            | Lista de păcate    |
| "Vreau să te" (featuring Ares, Criss Blaziny)                           | 2019 | ?                            | Lista de păcate    |
| "De ce fumezi în casă?"                                                 | 2019 | ?                            | Lista de păcate    |
| "777"                                                                   | 2019 | ?                            | Lista de păcate    |
| "Ascultă"                                                               | 2019 | ?                            | fără album         |
| "Urmele"                                                                | 2019 | ?                            | fără album         |
| ''Tamplele Pe Inima Ta"                                                 | 2019 | ?                            | fără album         |
| ''Cerule'' (featuring BRUJA)                                            | 2020 | ?                            | fără album         |
| ''Mi-ai Pus Ceva In Pahar''                                             | 2020 | ?                            | fără album         |
| ''Unde Iti Zboara Gandul?''                                             | 2020 | ?                            | fără album         |
| ''Ma Ia Cu Inima'' (featuring Antonio Pican)                            | 2020 | ?                            | fără album         |
| ''Multumesc''                                                           | 2020 | ?                            | LiTEmoments vol.3  |
| ''Lacrimile''                                                           | 2020 | ?                            | LiTEmoments vol.3  |
| ''Ce Te Faci?''                                                         | 2020 | ?                            | LiTEmoments vol.3  |
| ''Florile Dalbe''                                                       | 2020 | ?                            | fără album         |
| ''Fluturii'' (featuring JO)                                             | 2021 | ?                            | fără album         |
| ''Muzele'' (featuring Manuel Riva)                                      | 2021 | ?                            | fără album         |
| ''Pe curand''                                                           | 2021 | ?                            | LiTEmoments vol.4  |
| ''Praf de Stele''                                                       | 2021 | ?                            | LiTEmoments vol.4  |
| ''Iti Dau Inima De Tot''                                                | 2021 | ?                            | LiTEmoments vol.4  |
| ''Mi-am pierdut rabdarea''                                              | 2022 | ?                            | fără album         |
| ''Tot Eu"                                                               | 2022 | ?                            | fără album         |
| ''Am nevoie de tine''                                                   | 2022 | ?                            | fără album         |
| "Ce ne facem?"                                                          | 2022 | ?                            | LiTEmoments vol.5  |
| "Ore-n sir"                                                             | 2022 | ?                            | LiTEmoments vol.5  |
| ''Formula Magica"                                                       | 2022 | ?                            | LiTEmoments vol.5  |
| ''M-ai mințit"                                                          | 2022 | ?                            | fără album         |
| ''Paturi Străine"                                                       | 2023 | ?                            | fără album         |
| ''Putere"                                                               | 2023 | ?                            | fără album         |
| ''Portocala'' (featuring Blanco & Manuel Riva)                          | 2023 | ?                            | fără album         |
| ''Trag La Tine'' (featuring Connect-R)                                  | 2023 | ?                            | fără album         |
| ''Mă arunc''                                                            | 2023 | ?                            | fără album         |
| ''Tot ce n-ai făcut''                                                   | 2023 | ?                            | fără album         |
| ''Nu mă lua cu te iubesc''                                              | 2024 | ?                            | fără album         |
| ''Indiferența''                                                         | 2024 | ?                            | fără album         |
| ''Nu pleca'' (featuring Roxen)                                          | 2024 | ?                            | fără album         |

### Ca artist secundar
| An   | Piesă                                              | Casă de discuri                                                                     |
| ---- | -------------------------------------------------- | ----------------------------------------------------------------------------------- |
| 2012 | "Electronic Symphony" (feat. LuKone & deMoga)      | deMoga Music                                                                        |
| 2014 | "Așa e dragostea" (feat. Andra)                    | deMoga Music                                                                        |
| 2015 | "Tot ce-a mai rămas" (feat. ADDA & Robert Toma)    | Cat Music                                                                           |
| 2016 | "Adu-mi aminte să te uit" (feat. Sore)             | HaHaHa Production                                                                   |
| 2018 | ''SemiZeu'' (feat. Noaptea Tarziu)                 | Cat Music                                                                           |
| 2019 | ''Stop Pe Piept'' (feat. Satra B.E.N.Z.)           | Seek Music & MediaPro Music a division of Universal Music România                   |
| 2019 | ''Nu Te Vreau'' (feat. Criss Blaziny)              | Vibe                                                                                |
| 2019 | ''Adevarul e ca'' (feat. Shift)                    | Miditos Production & MediaPro Music a division of Universal Music România           |
| 2020 | ''Sar pe noi'' (feat. Dorian Popa)                 | MediaPro Music a division of Universal Music România                                |
| 2020 | ''Inapoi la Zero'' (feat. Connect-R & Cedry2k)     | Rappin'On Production                                                                |
| 2020 | ''Vreau sa te fur'' (feat. Juno)                   | Cat Music & HaHaHa Production                                                       |
| 2021 | ''Sper s-o iubesti'' (feat. Amna)                  | Cat Music                                                                           |
| 2021 | ''Small Talk'' (feat. March and June)              | Magic Juice Music                                                                   |
| 2021 | ''Modestia'' (feat. Amuly)                         | Seek Music & MediaPro Music a division of Universal Music România                   |
| 2021 | ''Ne vedem intr-un vis'' (feat. Stefan Banica)     | MediaPro Music a division of Universal Music România                                |
| 2022 | ''Am lăsat ceva \| Acoustic Version'' (feat. Dara) | Foward Agency                                                                       |
| 2023 | ''Nemuritori'' (feat. NOSFE)                       | Seek Music & MediaPro Music a division of Universal Music România                   |
| 2023 | ''DA'' (feat. Dorian Popa)                         | MediaPro Music a division of Universal Music România                                |
| 2023 | ''Mi Loca'' (feat. Steve Ant)                      | Big Up Music & MediaPro Music a division of Universal Music România                 |
| 2023 | ''Nu-s ca fosta ta'' (feat. Paulina)               | MediaPro Music a division of Universal Music România                                |
| 2023 | ''Pe Val'' (feat. Bianca Tilici)                   | Roton Music & MediaPro Music a division of Universal Music România                  |
| 2024 | ''La fel ca sufletul'' (feat. El Nino)             | Bucatti                                                                             |
| 2024 | ''Cel mai scurt drum'' (feat. JO)                  | Cat Music, HaHaHa Production & MediaPro Music a division of Universal Music România |